# Сборная Таджикистана по мини-футболу
Сборная Таджикистана по мини-футболу (тадж. Тими миллии мини-футболи Тоҷикистон) — представляет Таджикистан на международных матчах и соревнованиях по мини-футболу (и футзалу). Контролируется Федерацией футбола Таджикистана. Член ФИФА и АФК. По состоянию на сентябрь 2024 года, сборная Таджикистана занимает 42-е место из 174 стран в мировом рейтинге сборных по мини-футболу.

## Участия в турнирах

### Чемпионат мира по мини-футболу
- 1989 – 2004 – Не участвовала даже в квалификации
- 2008 – 2020 – Не квалифицировалась
- 2024 – Групповой этап

### Чемпионат Азии по мини-футболу
- 1999 – Не участвовала
- 2000 – Не участвовала
- 2001 – Групповой этап
- 2002 – Не участвовала
- 2003 – Не участвовала
- 2004 – Не участвовала
- 2005 – 1/8 финала
- 2006 – Групповой этап
- 2007 – 1/4 финала
- 2008 – Групповой этап
- 2010 – Групповой этап
- 2012 – Групповой этап
- 2014 – Групповой этап
- 2016 – Групповой этап
- 2018 – Групповой этап
- 2022 – 1/4 финала
- 2024 – 1/2 финала